# La Marche de l'empereur
La Marche de l'Empereur (Engelse titel: March of the Penguins of The Emperor's Journey) is een met Academy Award voor Beste Documentaire beloonde documentaire uit 2005 onder regie van Luc Jacquet. De Engelstalige voiceover is ingesproken door Morgan Freeman en de Nederlandstalige versie door Urbanus.

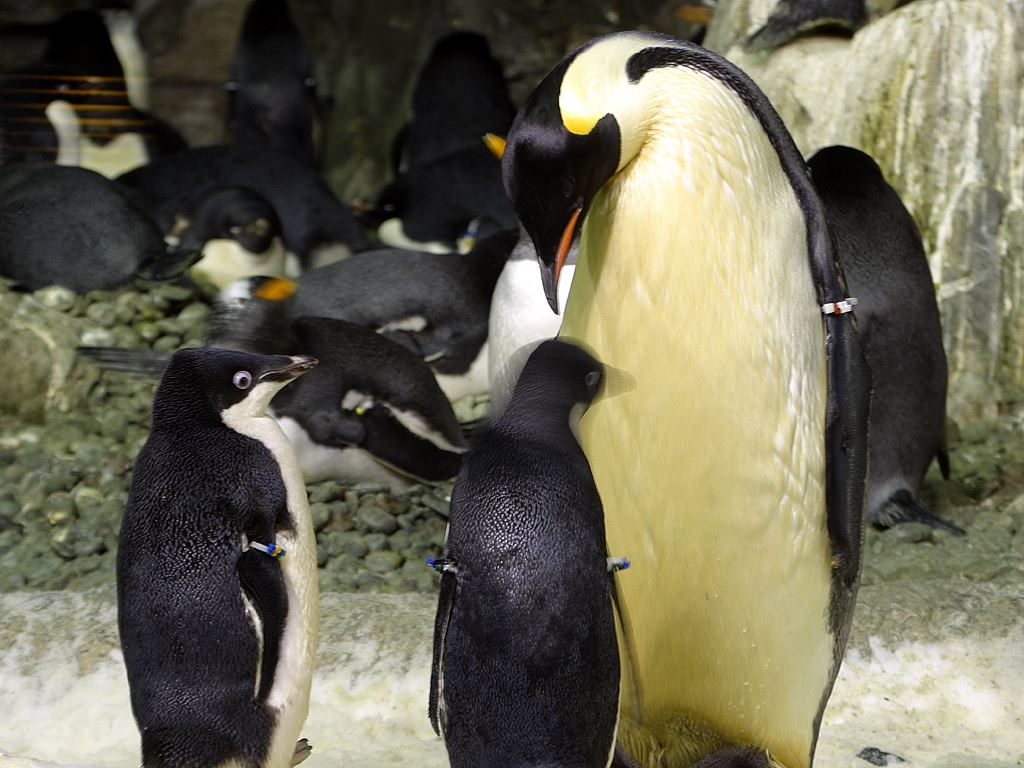
La Marche de l'Empereur

- Gemeinsame Normdatei: 7525627-7